# 科薩奇夫卡
51°6′3″N 30°38′42″E / 51.10083°N 30.64500°E
科薩奇夫卡（烏克蘭語：Косачівка），是烏克蘭北部的村莊，隸屬切爾尼希夫州的切爾尼希夫區。該村始建於1666年，面積2.8平方公里，海拔高度108米，2001年人口622，人口密度每平方公里221.8人。